# Лю Сяобо
Лю Сяобо (спрощ.: 刘晓波; кит. трад.: 劉曉波; піньїнь: Liú Xiǎobō; нар. 28 грудня 1955, Чанчунь — пом. 13 липня 2017, Шеньян) — китайський правозахисник, Лауреат Нобелівської премії миру 2010 року.
Вивчав літературу, викладав. Брав участь у подіях на площі Тяньаньмень у червні 1989 р. З 2003 року очолює китайський ПЕН-центр.
Підписав Хартію-08 з вимогами демократичних реформ. Після цього 8 грудня 2008, за два роки до запланованої публікації хартії, він був заарештований. У грудні 2009 р. він був засуджений до 11 років ув'язнення за «підрив державного устрою». Це рішення було засуджено з боку Євросоюзу, США та Верховного комісара ООН з прав людини.
Наприкінці 2010 року Вацлав Гавел, Далай-лама XIV та інші особи висунули його на здобуття Нобелівської премії, після чого представник МЗС Китаю заявив, що присудження йому премії було б «цілком помилковим».

## Вручення Нобелівської премії миру
8 жовтня 2010 року Нобелівський комітет присудив Лю премію миру за «тривалу ненасильницьку боротьбу за фундаментальні права людини в Китаї».
Голова Норвезького нобелівського комітету Турбьєрн Ягланд заявив, що з самого початку стало ясно, хто найдостойніший цієї нагороди.
Всі новини про оголошення лауреата Нобелівської премії миру в Китаї відразу були піддані цензурі, хоча згодом про це було повідомлено. Іноземномовні новини, зокрема CNN і BBC, були заблоковані вже після повідомлення у китайських новинах.
Уряд спробував блокувати використання імені Лю в Інтернеті та SMS-повідомленнях, однак громадяни застосовували перифраз, щоби уникнути цензури.
Китайське міністерство закордонних справ висловило протест проти присудження Нобелівської премії миру Лю, оскільки, на думку китайських дипломатів, це порушувало б принципи Нобелівської премії.
У заяві МЗС Китаю говориться, що «Нобелівською премією миру нагороджується особи, які сприяють миру, роззброєнню, міжнародній гармонії і дружбі. Лю Сяобо — злочинець, який був засуджений китайським судом за порушення китайського законодавства. Тому нагородження Лю повністю суперечить принципу нагороди, а також є повною профанацією премії миру.»
8 жовтня 2010 року норвезькому послу в КНР був висловлений офіційний протест з приводу нагородження Лю Сяобо.
Турб'єрн Ягланд заявляв, що Китай тиснув на дипломатичні місії у Норвегії, рекомендуючи їм «відмовитися від участі в церемонії» і попереджаючи про наслідки цього рішення для двосторонніх відносин. У результаті, 15 країн, серед яких КНР, Росія, Казахстан, Туніс, Саудівська Аравія, Пакистан, Ірак, Іран, В'єтнам, Афганістан, Венесуела, Єгипет, Судан, Куба і Марокко, відмовилися від участі у церемонії.
Україна спочатку відмовилася від участі. Наслідуючи приклад Росії, Україна також відкликала свого посла у Норвегії. Під тиском громадськості МЗС України змушене було виправдовуватися. Зовнішньополітичне відомство заперечило ігнорування заходів в Осло і пояснило, що відсутність посла не пов'язана з політикою. Речник МЗС України заявив, що «коли МЗС планувало дату проведення наради послів у Києві, то останнє, що бралося в розрахунок, які фуршети, прийоми та церемонії будуть вимушені пропустити українські посли через приїзд до України».
 Однак в останню мить Україна направила на церемонію свого представника.
Урочистості в Китаї були або припинені, або обмежені; видатні представники інтелігенції та інші дисиденти на цей час були затримані або зазнали переслідування.
Після оголошення про нагородження, дружина Лю, Лю Ся, була поміщена під домашній арешт, хоча їй не було висунуто жодного звинувачення. Китай також ввів обмеження на поїздки відомих дисидентів на церемонію.